# Jacek Kochański
Jacek Antoni Kochański herbu Rola (żył w XVIII wieku) – cześnik bielski, sekretarz generalny konfederacji barskiej.
Jako towarzysz chorągwi pancernej przystąpił do konfederacji barskiej. 29 lutego 1768 w Barze podpisał akt zawiązania konfederacji a 4 marca akt związku wojskowego. Mianowany jej
konsyliarzem i sekretarzem generalnym. Wraz ze swoim współpracownikiem Józefem Wybickim był autorem wielu uniwersałów i odezw konfederackich. W wyniku ofensywy rosyjskiej zmuszony został wraz z całą kancelarią do przeniesienia się do Chocimia. Jako stronnik Potockich zwalczał wpływy Józefa Pułaskiego, a 18 sierpnia wydał przeciwko niemu manifest. Wkrótce zmienił swoje sympatie polityczne i przeszedł do obozu Michała Hieronima Krasińskiego. W 1771 z terytorium Turcji zredagował serię manifestów przeciwko stronnikom Potockich. W kwietniu przybył wraz z Generalnością do Cieszyna. Późniejsze jego losy nie są znane.